# Ołtarz główny bazyliki archikatedralnej św. Stanisława BM i św. Wacława w Krakowie
Ołtarz główny bazyliki archikatedralnej św. Stanisława BM i św. Wacława w Krakowie – jeden z barokowych ołtarzy bazyliki archikatedralnej św. Stanisława BM i św. Wacława w Krakowie, znajdujący się w  prezbiterium świątyni. Przed tym ołtarzem odbywały się liczne koronacje oraz konsekracje biskupie.

## Historia
Już 3 października 1645 r. kanonik Aleksander Brzeski zreferował kapitule pomysł ordynariusza krakowskiego o postawieniu nowego ołtarza głównego w miejsce starego - renesansowego (tenże rozebrano w 1649 r.). Ołtarz powstał między rokiem 1646, a 1648 z fundacji bpa Piotra Gembickiego. Najprawdopodobniej zaprojektował go Giovanni Battista Gisleni, choć jego autorstwo nie jest pewne. Podobne trudności w atrybucji sprawia obraz Ukrzyżowany Chrystusa. Część badaczy sugeruje autorstwo Tomaszowi Dolabelli, natomiast reszta Marcinowi Blechowskiemu. Nowo powstały ołtarz stanął w katedrze w 1650 r., o czym informuje wydany w tym samym roku przewodnik po Krakowie.

## Architektura
Ołtarz wykonany jest z drewna złoconego. Na zdwojonym postumencie wznoszą się cztery kolumny kompozytowe. Środkowe są silnie wysunięte i flankują ramę ołtarzową, zamkniętą półkoliście. W niej umiejscowiony jest obraz Ukrzyżowany Chrystus, malowany na blasze. Kolumny wspierają przełamujące się belkowanie z trójkątnym naczółkiem. Całość wieńczy posąg Zmartwychwstałego Chrystusa. Na zdobienia ołtarza składają się ornamenty małżowinowo-chrząstkowe, przewiązujące w połowie ramę ołtarzową oraz figurki aniołków, stojące na gzymsie i podtrzymujące kartusz na belkowaniu.